# 유방녕
유방녕(음력 1957년 5월 27일 ~)은 요리연구가다.

## 경력
- 플라자 호텔 도원 총주방장
- 사보이호텔
- 아서원

## 방송
- 강호대결 중화대반점 (2015)
- 백종원의 미스터리 키친 (2019)

## 저서
- 중국 가정식 요리 (2017)
- 중식의 신 (2018)